# Khách sạn Virgin Las Vegas
Khách sạn Virgin Las Vegas là một khu nghỉ dưỡng, khách sạn và sòng bạc ở Paradise, Nevada, phía đông của Las Vegas Strip.

## Lịch sử

### Bối cảnh
Khu nghỉ dưỡng ban đầu được khai trương vào tháng 3 năm 1995, với tên gọi Hard Rock Hotel. Vào tháng 1 năm 2018, công ty chủ sở hữu đa số Brookfield Asset Management đã thảo luận bán Hard Rock cho một nhóm người mua, bao gồm Virgin Hotels, Bosworth Hospitality và công ty đầu tư Juniper Capital Partners. Ba công ty đã hợp tác với nhau một năm trước đó để bắt đầu tìm kiếm một khu nghỉ dưỡng sòng bạc hiện có ở Las Vegas. Việc bán Hard Rock Hotel đã được hoàn tất vào ngày 30 tháng 3 năm 2018. Cùng ngày hôm đó, người sáng lập Virgin Group, Richard Branson, đã tổ chức một buổi họp báo kiểu tiệc tùng tại hồ bơi Hard Rock, thông báo rằng khu nghỉ dưỡng sẽ được cải tạo và đổi thương hiệu thành Virgin Hotels Las Vegas vào cuối năm 2019. Khu nghỉ dưỡng sẽ giữ lại tên Hard Rock cho đến khi hoàn thành việc cải tạo, sẽ được thực hiện theo từng giai đoạn, cho phép khu nghỉ dưỡng vẫn hoạt động một phần
Trong hơn 20 năm, Branson đã muốn tham gia vào ngành công nghiệp sòng bạc Las Vegas. Tại thời điểm mua lại, công ty chỉ điều hành một khách sạn, Virgin Hotels Chicago, và có kế hoạch bổ sung thêm khoảng 10 khách sạn nữa. Với khoảng 1.500 phòng khách sạn, Hard Rock là khách sạn lớn nhất trong số các khách sạn của Virgin, nhưng nó cũng nhỏ so với các khu nghỉ dưỡng trên Las Vegas Strip gần đó. Khu nghỉ dưỡng phù hợp với mong muốn của Virgin Hotels về một khách sạn boutique nhỏ hơn ở thị trường Las Vegas. Khu nghỉ dưỡng được tân trang sau này sẽ cạnh tranh với các khách sạn mới hơn như Cosmopolitan of Las Vegas, Delano và NoMad.
Richard Bosworth được bổ nhiệm làm giám đốc điều hành mới của khu nghỉ dưỡng. Bosworth và Juniper Capital là những đối tác kinh doanh lâu năm. Trước đó, hai bên đã muốn mua lại khu nghỉ dưỡng Fontainebleau chưa hoàn thành ở Las Vegas và họ đã tiếp cận Brookfield với tư cách là đối tác vốn cổ phần tiềm năng vào đầu năm 2017. Kế hoạch mua lại Fontainebleau không thành và cuối cùng Bosworth và Juniper Capital đã bắt đầu thảo luận với Brookfield về việc mua lại Hard Rock thay thế. Khu nghỉ dưỡng được mua với giá 500 triệu đô la, một phần bằng khoản vay 200 triệu đô la từ JPMorgan Chase. Quyền sở hữu được chia cho bảy công ty đầu tư, trong đó có bốn công ty Canada. Chủ sở hữu đa số là Quỹ hưu trí Canada Trung tâm và Đông của Liên đoàn Lao động Quốc tế Bắc Mỹ, đã đóng góp hơn 100 triệu đô la cho việc mua lại Hard Rock. Đến tháng 1 năm 2019, JC Hospitality đã trở thành chủ sở hữu đa số của khu nghỉ dưỡng. Đây là liên doanh giữa Bosworth Hospitality, Juniper Capital và Virgin. Công ty được dẫn dắt bởi chủ tịch kiêm CEO Bosworth và Virgin Hotels, công ty sẽ quản lý khu nghỉ dưỡng sau khi cải tạo.
Base Entertainment đã xây dựng một cơ sở sân khấu trên khu đất để tổ chức The Voice: Neon Dreams, một chương trình biểu diễn ca nhạc trực tiếp. Base Entertainment đã rút khỏi dự án sau khi Virgin mua lại, khiến cơ sở vật chất chỉ được xây dựng một phần.

### Thiết kế và cải tạo
Virgin Hotels Las Vegas có thiết kế hiện đại với chủ đề ốc đảo sa mạc. Giai đoạn thiết kế được tiến hành vào tháng 6 năm 2018. Công việc cải tạo ban đầu được lên kế hoạch bắt đầu và kết thúc vào năm 2019, nhưng khối lượng công việc đã được tăng lên khi cần thiết thêm các cải thiện. Trong năm đầu tiên sở hữu, Bosworth và các chủ sở hữu khác đã quan sát cách Hard Rock hoạt động, điều này đã giúp họ trong việc lập kế hoạch cải tạo. Những thay đổi về thiết kế đã làm tăng chi phí cải tạo từ 150 triệu đô la lên 200 triệu đô la. Vào tháng 4 năm 2019, có thông báo rằng dự án cải tạo hiện sẽ bắt đầu vào tháng 2 năm 2020, với lễ khai trương vào cuối năm. Công việc thiết kế gần như hoàn thành tại thời điểm thông báo. Nhóm thiết kế bao gồm Klai Juba Wald Architecture + Interiors, Rockwell Group và Studio Collective. McCarthy Building Companies và Taylor International Corporation được chọn làm tổng thầu.
Vào tháng 8 năm 2019, có thông báo rằng Hard Rock sẽ đóng cửa hoàn toàn trong khoảng tám tháng bắt đầu từ đầu tháng 2 năm 2020, để cho phép việc cải tạo diễn ra. Mặc dù ban đầu có kế hoạch giữ cho khu nghỉ dưỡng mở một phần trong quá trình cải tạo, Bosworth cho biết, "Chúng tôi xác định rằng việc đóng cửa từng giai đoạn trong bốn tháng, tiếp theo là đóng cửa hoàn toàn trong bốn tháng không hiệu quả từ quy trình xây dựng cũng như không thể cung cấp trải nghiệm dịch vụ khách sạn mà khách hàng của chúng tôi xứng đáng được hưởng." Một tòa nhà Hard Rock Cafe cũ, nằm trong khuôn viên, đã bị phá bỏ vào tháng 11 năm 2019 để nhường chỗ cho bãi đậu xe valet và xe chia sẻ chuyến đi. Hard Rock Hotel đóng cửa vào ngày 3 tháng 2 năm 2020, cho phép bắt đầu cải tạo.

### Khai trương
Khu nghỉ dưỡng được lên kế hoạch khai trương vào ngày 6 tháng 11 năm 2020. Công việc xây dựng vẫn diễn ra đúng tiến độ bất chấp đại dịch COVID-19 và tác động của nó đối với tiểu bang. Tuy nhiên, Bosworth thông báo vào tháng 8 năm 2020 rằng việc khai trương có thể bị trì hoãn do đại dịch, khiến tình hình kinh tế suy giảm.
Vào tháng 9 năm 2020, Bosworth thông báo ngày khai trương mới là ngày 15 tháng 1 năm 2021, vì các chủ sở hữu muốn đảm bảo rằng tình trạng đại dịch và các hạn chế tiếp tục được cải thiện. Sáu tuần trước khi khu nghỉ dưỡng dự kiến khai trương, JC Hospitality đã trì hoãn một lần nữa, do đại dịch. Tại Nevada, tỷ lệ lấp đầy sòng bạc đã giảm xuống 25% do số ca nhiễm COVID-19 tăng. Bosworth nói rằng trong điều kiện này, khu nghỉ dưỡng sẽ không có lãi nếu mở cửa vào tháng 1.
Virgin Hotels Las Vegas đã khai trương vào tối ngày 25 tháng 3 năm 2021, Những người tham dự buổi khai trương bao gồm Mario Lopez, Jon Gruden và Dana White. Branson đã không tham dự buổi khai trương do lo ngại về đại dịch. Một số tiện ích, bao gồm một số nhà hàng và một cửa cá cược thể thao nhỏ, đã không sẵn sàng với việc khai trương ban đầu.
Sau khi các hạn chế COVID-19 được nới lỏng, khu nghỉ dưỡng đã tổ chức lễ khai trương cuối tuần từ ngày 10 đến 13 tháng 6 năm 2021, đánh dấu sự hoàn thành của gần như tất cả các tiện ích. Những người tham dự lễ khai trương bao gồm Branson, thống đốc Nevada Steve Sisolak và ca sĩ Christina Aguilera, người đã biểu diễn tại nhà hát được cải tạo của khu nghỉ dưỡng. Đối tượng khách hàng mục tiêu của khu nghỉ dưỡng là những người từ 25 đến 48 tuổi. Để thu hút khách, khu nghỉ dưỡng đã mở cửa mà không tính phí nghỉ dưỡng và tiền gửi xe, cả hai loại phí này đã trở nên phổ biến ở Las Vegas. Khu nghỉ dưỡng cũng cung cấp Wi-Fi miễn phí.
Khu nghỉ dưỡng có khoảng 1.300 cựu nhân viên của Hard Rock, chiếm phần lớn lực lượng lao động. Bosworth đã tìm cách giữ lại 1.850 nhân viên của Hard Rock sau khi đóng cửa, thông qua một chương trình sẽ trả cho họ tiền thưởng nếu họ quay lại làm việc khi Virgin Hotels mở cửa. Khu nghỉ dưỡng cũng đã ký hợp đồng gia hạn ba năm để tiếp tục tổ chức Triển lãm Giải trí Người lớn AVN, mặc dù triển lãm năm 2021 đã bị hủy bỏ vì đại dịch.

## Các tính năng
Virgin Hotels Las Vegas khai trương với một sòng bạc rộng 60.000 foot vuông (5.600 m2), được gọi là Mohegan Sun Casino. Nó được đổi tên thành Mohegan Casino Las Vegas vào tháng 9 năm 2022. Sòng bạc được điều hành bởi Mohegan Gaming and Entertainment, một công ty trực thuộc bộ tộc Mohegan, khiến nó trở thành bộ lạc người Mỹ bản địa đầu tiên điều hành sòng bạc ở Las Vegas. Sòng bạc có 44 trò chơi bàn và 650 máy đánh bạc; một nửa số máy đánh bạc là từ Hard Rock trước đây. Một nhà cái thể thao, do Betfred vận hành, đã mở cửa vào tháng 2 năm 2023, sau khi bị trì hoãn do quá trình cấp phép của Nevada.
hách sạn có 1.504 phòng được cải tạo, trải rộng trên ba tòa nhà: Canyon Tower, Opal Tower và Ruby Tower. Ruby Tower là một tòa nhà toàn phòng suite. Một ứng dụng di động có thể đóng vai trò là chìa khóa phòng tùy chọn và cũng cho phép khách đặt dịch vụ phòng hoặc trả phòng. Ngoài ra, ứng dụng cho phép khách kiểm soát đèn, TV và điều chỉnh nhiệt độ trong phòng của họ. Khách sạn là một phần của Curio Collection của Hilton. Khu nghỉ dưỡng cũng có 110.000 foot vuông (10.000 m2) không gian tổ chức hội nghị và sự kiện. Các tiện nghi khác bao gồm trung tâm thể dục và spa.

### Giải trí
Virgin Hotels có ý định hồi sinh danh tiếng của Hard Rock trước đây như một điểm đến hàng đầu cho giải trí. The Joint, một địa điểm âm nhạc bên trong Hard Rock trước đây, đã được cải tạo và sẽ được đổi tên. Địa điểm này tạm thời được gọi là The Theater at Virgin Hotels Las Vegas, cho đến khi có tên gọi chính thức được chọn. Vì đại dịch, nhà hát đã không ra mắt cùng với phần còn lại của khu nghỉ dưỡng, và thay vào đó đã mở cửa vào tháng 9 năm 2021.
Vinyl, một địa điểm âm nhạc khác tại Hard Rock, đã được đổi tên thành 24 Oxford, theo tên cửa hàng Virgin Records đầu tiên, nằm trên đường Oxford Street số 24 ở London. JC Hospitality đã chi 500.000 đô la để cải tạo không gian của Vinyl. Địa điểm này đã mở cửa vào tháng 5 năm 2021, tổ chức chương trình lưu diễn "27", dành riêng cho các thành viên của 27 Club.
Khu vực hồ bơi năm mẫu Anh của khu nghỉ dưỡng được bao quanh bởi một số nhà hàng và một bãi cỏ tổ chức sự kiện sẽ tổ chức các buổi hòa nhạc. Không gian bãi cỏ tổ chức sự kiện trước đây là nơi có một khu vực hồ bơi riêng biệt, nơi tổ chức các bữa tiệc hồ bơi Rehab của Hard Rock. Khu vực hồ bơi này đã được chôn dưới bãi cỏ tổ chức sự kiện mới, có sức chứa 1.800 người. Élia Beach Club là một câu lạc bộ ban ngày hai tầng ngoài trời, tách biệt với khu vực hồ bơi. Nơi đây có các DJ và nhạc dance điện tử, và được khai trương vào tháng 6 năm 2021.

### Nhà hàng và quán bar
Khu nghỉ dưỡng có 12 nhà hàng và quán bar. Giống như các khách sạn Virgin khác, cơ sở ở Las Vegas có Commons Club, một nhà hàng và khu vực phòng chờ cao cấp được xây dựng tại lối vào chính của khu nghỉ dưỡng. Commons Club có diện tích 8.500 foot vuông (790 mét vuông) và bao gồm The Bar và The Shag Room, hai quán bar siêu sang nằm cạnh nhau. Cả hai đều sẽ cung cấp giải trí trực tiếp và The Shag Room cũng sẽ được đặt cho các sự kiện riêng tư.
Khu nghỉ dưỡng cũng bao gồm một nhà hàng Thái tên là Night + Market, và Funny Library Coffee Shop. Hakkasan Group điều hành Casa Calavera, một quán rượu cung cấp đồ ăn và thức uống. Kassi Beach House, một nhà hàng Ý bên hồ bơi, đã mở cửa vào tháng 5 năm 2021. Olives, một nhà hàng Địa Trung Hải của đầu bếp Todd English, đã mở cửa ba tháng sau đó.
Một quán bar và nhà hàng thể thao có tên "Money, Baby!" đã mở cửa vào tháng 6 năm 2021, thay thế cho hộp đêm Vanity của Hard Rock. Nó đóng vai trò là một lựa chọn thay thế cho nhà sách thể thao chính của khu nghỉ dưỡng, vốn chưa mở cửa. Money, Baby! có nhiều tầng với diện tích 15.000 foot vuông (1.400 mét vuông). Phần nhà hàng được giám sát bởi đầu bếp Beau MacMillan. Money, Baby! cuối cùng đã đóng cửa vào năm 2022.
Virgin Hotels Las Vegas đã giữ lại nhà hàng Nobu, vốn trước đây hoạt động bên trong khu nghỉ dưỡng khi nó còn là Hard Rock. Nobu được vận hành bởi đầu bếp Nobu Matsuhisa. Hai nhà hàng Hard Rock khác, MB Steak và Forte Pizza, cũng được giữ lại. MB Steak, thuộc sở hữu của David và Michael Morton, đã nhận được khoản đầu tư mở rộng trị giá 1,5 triệu đô la, và được đổi tên thành One Steakhouse. Nobu cũng được mở rộng.